# Fernando Guzmán Solórzano
Fernando Guzmán Solórzano (Tipitapa, 30 de mayo de 1812 - Granada,  19 de octubre de 1891) fue un militar y político nicaragüense, que ocupó la Presidencia de La República entre 1867 y 1871 durante el período de los Treinta Años de gobiernos conservadores.
Fue firmante del Pacto Providencial del 12 de septiembre de 1856 en León como delegado del bando legitimista junto con el general Tomás Martínez, ambos fueron designados por Nicasio Del Castillo y Guzmán, a la sazón jefe de la Junta de gobierno legitimista en disidencia con sede en Matagalpa.
Tiene parentesco con Carlos José Solórzano, 36to. Presidente de Nicaragua.

## Reseña biográfica
Nació en la villa de Tipitapa el 30 de mayo de 1812, hijo ilegítimo de la guatemalteca Rosa Guzmán (1765 - desconocido) y del presbítero José Camilo Solórzano Marenco (villa de Managua, 1781 - Granada, desconocido), que fue párroco de San Pedro Metapa (1808): nunca usó el apellido de su padre pero sí mantuvo una estrecha relación con su familia, la familia Solórzano; murió en la ciudad de Granada, el 19 de octubre de 1891.

## Ascenso a la Presidencia
Su candidatura presidencial y su posterior elección como Presidente de la República fue una imposición de Tomás Martínez Guerrero debido a que su esposa Gertrudis Solórzano Montealegre, era prima de Guzmán, tanto que Guzmán inició su gobierno con el rechazo de los fusionistas, dirigidos en realidad por los conservadores granadinos. Y también con el rechazo de los liberales leoneses enemistados con Martínez.
Por esta razón desde su primer acto de gobierno -durante su discurso de toma de posesión- se empeñó en subrayar su independencia tanto del gobierno anterior como de los partidos políticos: su administración fue, en realidad, "el primero en la historia nacional con una clara política de conciliación nacional, paz y estabilidad".

## Administración
Para su época, y más aún considerando su militancia conservadora, Fernando Guzmán era un hombre de ideas liberales asombrosamente claras. Estaba convencido, por ejemplo, de que la gobernabilidad dependía del estricto cumplimiento de la Constitución y las leyes, para lo cual a su vez era indispensable la independencia del poder judicial y un gasto público equilibrado; pero además, también estaba convencido, de que en el momento mismo en que el Estado traspasa los límites de la libertad económica general se convierte en un proteccionista y centralizador.
Como parte de su política de estabilidad logró desembarazarse de la figura caudillesca del general Tomás Martínez nombrándolo Enviado Extraordinario y Ministro plenipotenciario de Nicaragua ante la Corte de Su Majestad Británica, por decreto del 22 de marzo de 1867, lo cual a su vez dio pie para una posterior renuncia de Martínez al grado de Capitán general -de reminiscencia colonial- al cual se había hecho nombrar durante la presidencia interina de Nicasio Del Castillo y Guzmán (4 de enero - 31 de agosto de 1863) para garantizarse una posición preeminente en las futuras administraciones.

### Victoria en La Paz del Centro
Sin embargo, a pesar de toda esta claridad política, Fernando Guzmán no pudo poner en práctica ninguna de sus ideas básicas ni su política de conciliación, paz y estabilidad: los primeros dos años de su administración fueron muy difíciles, pues no logró credibilidad en ninguno de sus opositores iniciales, esto es, ni en el partido fusionista ni entre los martinistas, de tal suerte que estos últimos unieron sus esfuerzos al nuevo proyecto desafortunado de Máximo Jerez Tellería: la brevísima guerra civil que estalló el 25 de junio de 1869 y que terminó con la derrota de los alzados en La Paz del Centro y con la firma de un Convenio de pacificación logrado con la intermediación del Ministro de los Estados Unidos de América, "la primera mediación estadounidense de este tipo en Nicaragua".

## Legado
El presidente Guzmán también tenía ideas claras en materia de política exterior: él pensaba que el gobierno de Nicaragua debía tener excelentes relaciones, en primer lugar con el Gobierno de los Estados Unidos,  y luego con todos los países latinoamericanos, privilegiando a los centroamericanos a quienes nunca consideró parte de un mismo país. Paradójicamente con la derrota conjunta de Martínez y de Jérez, se inicia la estabilidad del gobierno de Guzmán algo que duró poco por la casi inmediata apertura del proceso electoral de su sucesor.
| Predecesor: Tomás Martínez Guerrero | Presidente de Nicaragua 1 de marzo de 1867 - 1 de marzo de 1871 | Sucesor: Vicente Cuadra y Ruy Lugo |